# Turn- und Sportverein München von 1860 1991-1992
Questa voce raccoglie le informazioni riguardanti il Turn- und Sportverein München von 1860 nelle competizioni ufficiali della stagione 1991-1992.

## Stagione
Nella stagione 1991-1992 il Monaco 1860, allenato da Karsten Wettberg, concluse il campionato di 2. Bundesliga al 10º posto.

## Rosa
| N. |                     | Ruolo | Calciatore          |
| -- | ------------------- | ----- | ------------------- |
|    | Germania (bandiera) | P     | Rainer Berg         |
|    | Belgio (bandiera)   | P     | Bobby Dekeyser      |
|    | Germania (bandiera) | P     | Markus Lach         |
|    | Germania (bandiera) | D     | Walter Hainer       |
|    | Germania (bandiera) | D     | Stefan Hamberger    |
|    | Germania (bandiera) | D     | Michael Hecht       |
|    | Germania (bandiera) | D     | Reiner Maurer       |
|    | Germania (bandiera) | D     | Thomas Miller       |
|    | Germania (bandiera) | D     | Jürgen Schnell      |
|    | Germania (bandiera) | D     | Bernhard Trares     |
|    | Norvegia (bandiera) | C     | Ørjan Berg          |
|    | Germania (bandiera) | C     | Hans-Jürgen Brunner |
|    | Germania (bandiera) | C     | Albert Gröber       |
|    | Germania (bandiera) | C     | Günter Haslbeck     |

| N. |                      | Ruolo | Calciatore            |
| -- | -------------------- | ----- | --------------------- |
|    | Germania (bandiera)  | C     | Florian Hinterberger  |
|    | Germania (bandiera)  | C     | Roland Kneißl         |
|    | Germania (bandiera)  | C     | Thomas Motzke         |
|    | Germania (bandiera)  | C     | Armin Störzenhofecker |
|    | Germania (bandiera)  | C     | Stefan Windsperger    |
|    | Germania (bandiera)  | C     | Peter Zeiler          |
|    | Germania (bandiera)  | C     | Thomas Ziemer         |
|    | Germania (bandiera)  | A     | Guido Erhard          |
|    | Germania (bandiera)  | A     | Jochen Heisig         |
|    | Grecia (bandiera)    | A     | Paul Koutsoliakos     |
|    | Danimarca (bandiera) | A     | Frank Pingel          |
|    | Germania (bandiera)  | A     | Volker Rudel          |
|    | Germania (bandiera)  | A     | Bernhard Schmid       |
|    | Germania (bandiera)  | A     | Horst Schmidbauer     |

## Organigramma societario
Area tecnica
- Allenatore: Edi Stöhr
- Allenatore in seconda:
- Preparatore dei portieri: Ludwig Trifellner
- Preparatori atletici:

## Calciomercato

### Sessione estiva
| Acquisti | Acquisti          | Acquisti             | Acquisti |
| R.       | Nome              | da                   | Modalità |
| -------- | ----------------- | -------------------- | -------- |
| C        | Thomas Ziemer     | Homburg              |          |
| A        | Frank Pingel      | Brøndby              |          |
| C        | Günter Haslbeck   | MTV Ingolstadt       |          |
| D        | Michael Hecht     | Bayern Monaco II     |          |
| A        | Jochen Heisig     | Hannover 96          |          |
| A        | Paul Koutsoliakos | Hessen Kassel        |          |
| P        | Markus Lach       | Wacker Monaco        |          |
| C        | Thomas Motzke     | Blau-Weiß Berlin     |          |
| D        | Bernhard Trares   | Alemannia Aquisgrana |          |

| Cessioni | Cessioni            | Cessioni     | Cessioni |
| R.       | Nome                | a            | Modalità |
| -------- | ------------------- | ------------ | -------- |
| A        | Miloš Lejtrich      | Weiden       |          |
| A        | Bernhard Meisl      | 1. FC Passau |          |
| C        | Ralph Müller-Gesser | Osnabrück    |          |
| C        | Frank Peuker        | BC Aichach   |          |
| D        | Jürgen Wolke        | Weiden       |          |

### Sessione invernale
| Acquisti | Acquisti            | Acquisti  | Acquisti |
| R.       | Nome                | da        | Modalità |
| -------- | ------------------- | --------- | -------- |
| C        | Ørjan Berg          | Wettingen |          |
| C        | Hans-Jürgen Brunner | Wettingen |          |

| Cessioni | Cessioni | Cessioni | Cessioni |
| R.       | Nome     | a        | Modalità |
| -------- | -------- | -------- | -------- |

## Risultati

### 2. Bundesliga

#### Girone di andata
| Arbitro: | Kasper |

|                       |           |                 |
| Pfahler 13’ Simon 86’ | Marcatori | 18’ Schmidbauer |

| Monaco di Baviera 3 agosto 1991, ore 15:00 CEST 2ª giornata | Monaco 1860 | 0 – 0 referto | VfB Lipsia | Stadion an der Grünwalder Straße (23 000 spett.)\| Arbitro: \| Strigel \| |
| Arbitro:                                                    | Strigel     |               |            |                                                                           |

| Arbitro: | Ziller |

|            |           |            |
| Preetz 44’ | Marcatori | 21’ Heisig |

| Arbitro: | Habermann |

|            |           |  |
| Heisig 59’ | Marcatori |  |

| Arbitro: | Assenmacher |

|                    |           |            |
| Schreiber 23’, 63’ | Marcatori | 76’ Hainer |

| Arbitro: | Blüthgen |

|                         |           |  |
| Wolf 80’ Eichenauer 86’ | Marcatori |  |

| Monaco di Baviera 31 agosto 1991, ore 15:00 CEST 7ª giornata | Monaco 1860 | 0 – 0 referto | Chemnitz | Stadion an der Grünwalder Straße (20 000 spett.)\| Arbitro: \| Theobald \| |
| Arbitro:                                                     | Theobald    |               |          |                                                                            |

| Arbitro: | Osmers |

|                       |           |                      |
| Wosz 19’ Wüllbier 62’ | Marcatori | 41’ Hecht 54’ Maurer |

| Arbitro: | Weber |

|                                        |           |  |
| Pingel 11’ Motzke 39’ Koutsoliakos 45’ | Marcatori |  |

| Arbitro: | Strampe |

|                   |           |            |
| Weinrich 26’, 48’ | Marcatori | 34’ Maurer |

| Arbitro: | Kentsch |

|                   |           |           |
| Kneißl 40’ (rig.) | Marcatori | 31’ Hayer |

#### Girone di ritorno
| Monaco di Baviera 4 ottobre 1991, ore 19:00 CET 12ª giornata | Monaco 1860 | 0 – 0 referto | Friburgo | Stadion an der Grünwalder Straße (16 000 spett.)\| Arbitro: \| Jansen \| |
| Arbitro:                                                     | Jansen      |               |          |                                                                          |

| Arbitro: | Fleske |

|                         |           |                                       |
| Turowski 27’ Rische 73’ | Marcatori | 41’ Motzke 65’ Schmidbauer 66’ Pingel |

| Monaco di Baviera 19 ottobre 1991, ore 15:00 CET 14ª giornata | Monaco 1860 | 0 – 0 referto | Saarbrücken | Stadion an der Grünwalder Straße (13 000 spett.)\| Arbitro: \| Kiefer \| |
| Arbitro:                                                      | Kiefer      |               |             |                                                                          |

| Mannheim 27 ottobre 1991, ore 15:00 CET 15ª giornata | Waldhof Mannheim | 0 – 0 referto | Monaco 1860 | Stadion am Alsenweg (12 000 spett.)\| Arbitro: \| Frey \| |
| Arbitro:                                             | Frey             |               |             |                                                           |

| Monaco di Baviera 2 novembre 1991, ore 15:00 CET 16ª giornata | Monaco 1860 | 0 – 0 referto | Carl Zeiss Jena | Stadion an der Grünwalder Straße (3 500 spett.)\| Arbitro: \| Heynemann \| |
| Arbitro:                                                      | Heynemann   |               |                 |                                                                            |

| Arbitro: | Ziller |

|  |           |                  |
|  | Marcatori | 33’, 86’ Sánchez |

| Arbitro: | Stenzel |

|                                        |           |  |
| Heidrich 16’, 68’, 81’ Torunarigha 35’ | Marcatori |  |

| Arbitro: | Berg |

|            |           |              |
| Maurer 74’ | Marcatori | 49’ Wüllbier |

| Homburg 1º dicembre 1991, ore 15:00 CET 20ª giornata | Homburg | 0 – 0 referto | Monaco 1860 | Waldstadion (3 500 spett.)\| Arbitro: \| Föckler \| |
| Arbitro:                                             | Föckler |               |             |                                                     |

| Arbitro: | Kuhne |

|                                      |           |  |
| Schmidbauer 7’ Pingel 76’ Gröber 85’ | Marcatori |  |

| Arbitro: | Schulz |

|                                 |           |                   |
| Hayer 16’ Becker 17’ Möller 84’ | Marcatori | 28’ (rig.) Gröber |

### 2. Bundesliga

#### Girone di andata
| Arbitro: | Frey |

|                            |           |  |
| Schmidbauer 51’ Hainer 88’ | Marcatori |  |

| Arbitro: | Kemmling |

|  |           |                            |
|  | Marcatori | 39’ Schmidbauer 41’ Pingel |

| Arbitro: | Haupt |

|                           |           |  |
| Schmidbauer 6’ Pingel 81’ | Marcatori |  |

| Arbitro: | Richmann |

|                                             |           |            |
| Weiß 22’ Bakalorz 32’ Kleppinger 85’ (rig.) | Marcatori | 28’ Ziemer |

| Arbitro: | Pohlmann |

|  |           |                         |
|  | Marcatori | 36’ Turowski 58’ Anders |

| Arbitro: | Schulz |

|            |           |            |
| Schulz 66’ | Marcatori | 55’ Heisig |

| Arbitro: | Frey |

|            |           |                 |
| Pingel 62’ | Marcatori | 15’ Hönnscheidt |

| Halle 30 aprile 1992, ore 19:00 CEST 30ª giornata | Hallescher | 0 – 0 referto | Monaco 1860 | Kurt-Wabbel-Stadion (6 500 spett.)\| Arbitro: \| Bußhardt \| |
| Arbitro:                                          | Bußhardt   |               |             |                                                              |

| Arbitro: | Richmann |

|                                       |           |  |
| Kneißl 46’ Ziemer 55’ Schmidbauer 70’ | Marcatori |  |

| Arbitro: | Fleske |

|              |           |  |
| Turowski 12’ | Marcatori |  |

## Statistiche

### Statistiche di squadra
| Competizione  | Punti | In casa | In casa | In casa | In casa | In casa | In casa | In trasferta | In trasferta | In trasferta | In trasferta | In trasferta | In trasferta | Totale | Totale | Totale | Totale | Totale | Totale | DR |
| Competizione  | Punti | G       | V       | N       | P       | Gf      | Gs      | G            | V            | N            | P            | Gf           | Gs           | G      | V      | N      | P      | Gf     | Gs     | DR |
| ------------- | ----- | ------- | ------- | ------- | ------- | ------- | ------- | ------------ | ------------ | ------------ | ------------ | ------------ | ------------ | ------ | ------ | ------ | ------ | ------ | ------ | -- |
| 2. Bundesliga | 19    | 11      | 3       | 7       | 1       | 9       | 4       | 11           | 1            | 4            | 6            | 10           | 20           | 22     | 4      | 11     | 7      | 19     | 24     | -5 |
| 2. Bundesliga | -     | 5       | 3       | 1       | 1       | 8       | 3       | 5            | 1            | 2            | 2            | 4            | 5            | 10     | 4      | 3      | 3      | 12     | 8      | +4 |
| Totale        | 19    | 16      | 6       | 8       | 2       | 17      | 7       | 16           | 2            | 6            | 8            | 14           | 25           | 32     | 8      | 14     | 10     | 31     | 32     | -1 |

### Andamento in campionato
| Giornata  | 1 | 2 | 3 | 4 | 5 | 6  | 7  | 8  | 9 | 10 | 11 | 12 | 13 | 14 | 15 | 16 | 17 | 18 | 19 | 20 | 21 | 22 |
| --------- | - | - | - | - | - | -- | -- | -- | - | -- | -- | -- | -- | -- | -- | -- | -- | -- | -- | -- | -- | -- |
| Luogo     | T | C | T | C | T | T  | C  | T  | C | T  | C  | C  | T  | C  | T  | C  | C  | T  | C  | T  | C  | T  |
| Risultato | P | N | N | V | P | P  | N  | N  | V | P  | N  | N  | V  | N  | N  | N  | P  | P  | N  | N  | V  | P  |
| Posizione | 9 | 9 | 9 | 7 | 9 | 11 | 10 | 10 | 8 | 8  | 8  | 9  | 8  | 8  | 7  | 8  | 9  | 11 | 10 | 10 | 8  | 10 |

Legenda:

Luogo: C = Casa; T = Trasferta. Risultato: V = Vittoria; N = Pareggio; P = Sconfitta.

### Statistiche dei giocatori
| R. Berg            | 19 | 0 | 0 | 0 |
| Ø. Berg            | 8  | 0 | 0 | 0 |
| H. Brunner         | 10 | 0 | 0 | 0 |
| B. Dekeyser        | 3  | 0 | 0 | 0 |
| G. Erhard          | 0  | 0 | 0 | 0 |
| A. Gröber          | 13 | 2 | 0 | 0 |
| W. Hainer          | 22 | 1 | 7 | 0 |
| S. Hamberger       | 1  | 0 | 0 | 0 |
| G. Haslbeck        | 7  | 0 | 2 | 1 |
| M. Hecht           | 15 | 1 | 2 | 0 |
| J. Heisig          | 12 | 2 | 0 | 0 |
| F. Hinterberger    | 7  | 0 | 3 | 0 |
| R. Kneißl          | 20 | 1 | 6 | 0 |
| P. Koutsoliakos    | 12 | 1 | 3 | 0 |
| M. Lach            | 0  | 0 | 0 | 0 |
| R. Maurer          | 22 | 3 | 3 | 0 |
| T. Miller          | 22 | 0 | 4 | 0 |
| T. Motzke          | 21 | 2 | 3 | 0 |
| F. Pingel          | 14 | 3 | 3 | 0 |
| V. Rudel           | 1  | 0 | 0 | 0 |
| B. Schmid          | 4  | 0 | 0 | 0 |
| H. Schmidbauer     | 16 | 3 | 4 | 0 |
| J. Schnell         | 1  | 0 | 0 | 0 |
| A. Störzenhofecker | 17 | 0 | 1 | 0 |
| B. Trares          | 6  | 0 | 1 | 0 |
| S. Windsperger     | 3  | 0 | 0 | 0 |
| P. Zeiler          | 18 | 0 | 4 | 1 |
| T. Ziemer          | 8  | 0 | 1 | 0 |